# Centrale elettronucleare LaSalle
La centrale elettronucleare LaSalle (il suo nome ufficiale in inglese è LaSalle County Nuclear Generating Station), si trova 17,6 km a sudest di Ottawa, capoluogo della contea di LaSalle, e fornisce corrente elettrica a Chicago e a tutto il nord dell'Illinois. L'impianto è di proprietà della Exelon Corporation che è anche l'attuale operatore. Le sue unità 1 e 2 cominciarono a funzionare nell'agosto del 1982 e nell'aprile del 1984, rispettivamente.
Consiste di due reattori nucleari ad acqua bollente costruiti dalla General Electric. Sia l'unità 1 che l'unità 2 della LaSalle NGS possono generare circa 1140 megawatt elettrici ciascuna, potendo fornire corrente a circa due milioni di medie abitazioni statunitensi.
Invece delle torri di raffreddamento, la centrale riversa l'acqua di raffreddamento in un lago con area di circa 2058 acri (833 ettari), che in seguito è diventato un popolare luogo di pesca — LaSalle Lake State Fish and Wildlife Area — gestito dallo Illinois Department of Natural Resources.
Le unità 1 e 2 della LaSalle County Station correntemente detengono il record mondiale di funzionamento ininterrotto per il reattore nucleare ad acqua bollente, di 739 e 712 giorni rispettivamente.

## Rischio sismico
La Nuclear Regulatory Commission ha stimato il rischio annuo di un terremoto con la scala sufficiente per causare danno ai reattori di LaSalle come pari a 1/357143, secondo uno studio della NRC pubblicato nell'agosto del 2010.